# Hint Horoz

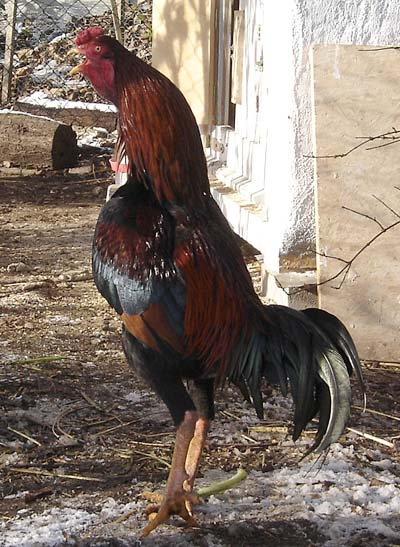
Hint Horoz

Die aus der Türkei stammenden Hint Horozu (dt.: Indischer Hahn), sind eine weit verbreitete orientalische Kampfhuhnrasse. Ihre Ursprünge sind in den Asil aus Indien zu finden. Das Gewicht beträgt 3–4,5 kg, sein Aussehen ähnelt dem Asil und ist nicht überall einheitlich in Form und Farbe. 
Auf Grund ihrer Ausdauerleistung und Kampftechnik sind die Hint Horoz bei Hahnenkämpfen in der Türkei beliebt. Für den Kampfplatz wird der Hint auch mit anderen Kampfhuhnrassen gekreuzt, am meisten mit Shamo, Brasilianer und Argentinier.
Der Hint ist eine weit verbreitete orientalische Kampfhuhnrassen im europäischen Raum, unter anderem in Zypern, Griechenland und in den Balkanländern gibt es Hint Horoz, auch in Deutschland sind die Hint zu finden.